# 高鸣 (油画家)
高鸣（1957年12月—），安徽蚌埠人，中国美术家协会会员，安徽财经大学艺术学院教授，擅长油画。

## 生平
高鸣先后在安徽师范大学、中国美术学院、中央美术学院学习。曾任安徽省美术家协会副主席，现为安徽财经大学教授、硕士生导师。作品多次入选全国美术作品展，其中《乡场》、《文成公主的故事》获全国美展铜奖。多幅作品被中国美术馆、浙江美术馆等收藏。出版有《高鸣油画集》、《名家名画--高鸣》等。

## 参展经历
- 1984年，第六届全国美术作品展，沈阳美术馆
- 1989年，第七届全国美术作品展，中国美术馆
- 1996年，第八届全国美术作品展，安徽省博物馆
- 1999年，第九届全国美术作品展，中国美术馆
- 2004年，第十届全国美术作品展，广东美术馆
- 2014年，第十二届全国美术作品展，中国美术馆

## 主要个展
- 1996年，高鸣油画展，香港
- 1999年，高鸣油画展，意大利
- 2001年，漫步欧罗巴——高鸣油画展，香港
- 2003年，中法文化年——高鸣油画艺术展，法国[3]
- 2010年，澄怀味象——高鸣油画艺术展，上海大剧院画廊[4]
- 2013年，色彩的旅程——高鸣油画展，合肥中环艺术馆[5]
- 2017年，艳溢香融——2017高鸣油画作品展，蚌埠市博物馆[6]
- 2018年，时代春光-当代中国实力派画家高鸣油画精品展，青岛融园美术馆[7]
- 2019年，撷彩四季——2019高鸣油画精品展，合肥徽园现代艺术馆[8]